# Rotatores

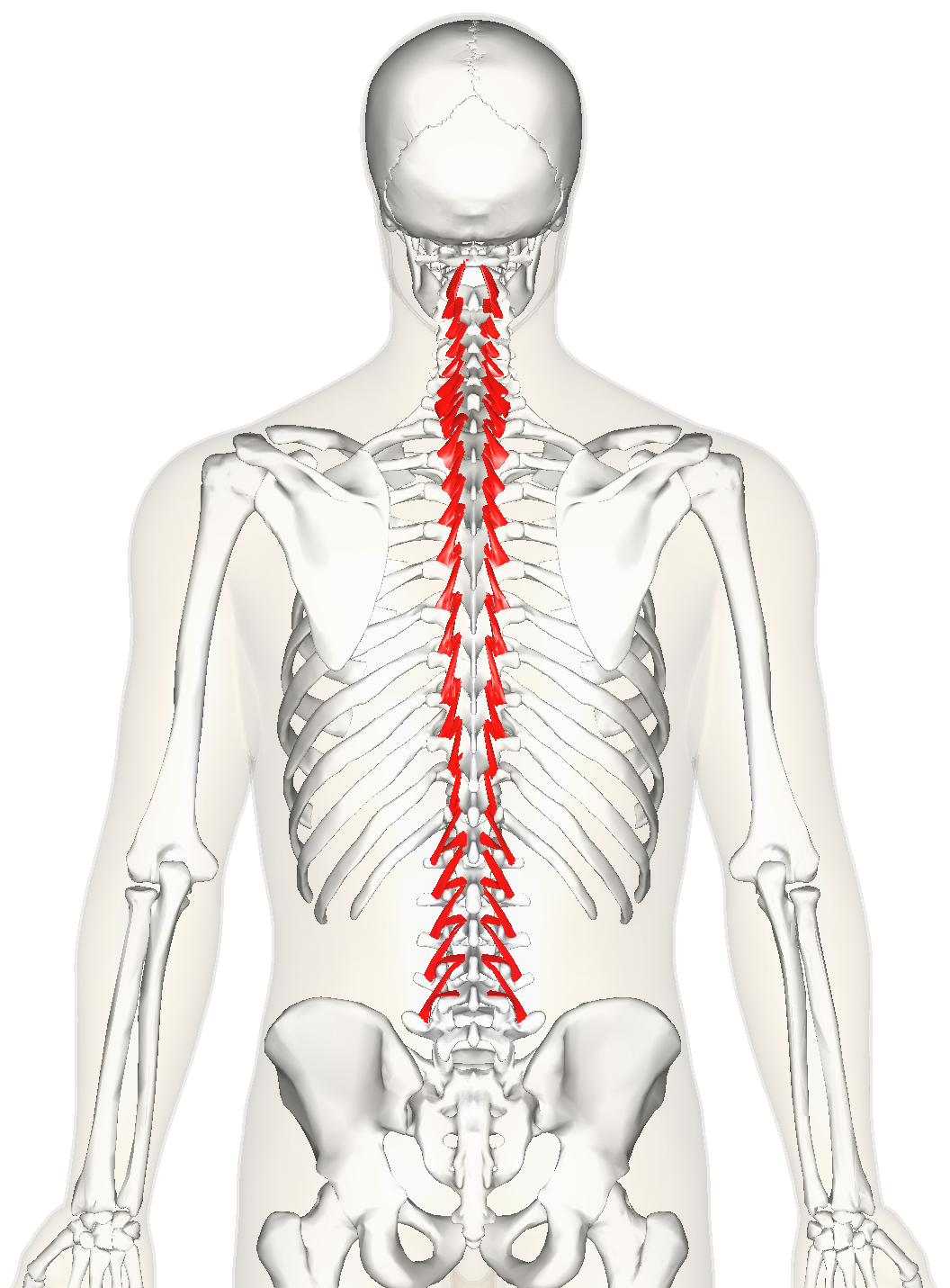
Rotatores sedda bakifrån, markerade i rött.

Rotatores (latin: musculi rotatores (spinae), "musklerna som roterar ryggraden") är, i människans kropp, elva pariga skelettmuskler i ryggraden (columna vertebralis). Rotatores ingår i det muskelsystem, mm. transversospinales, som stabiliserar ryggraden.
Rotatores sträcker sig från tvärutskottet (proc. transversus) på en ryggkota (vertebra) till taggutskottet (proc. spinosus) på ryggkotan närmast ovanför. De återfinns bara i bröstryggraden och sitter under mm. multifidi.
Rotatores är små muskler med en kvadratisk form. Den översta sitter mellan första och andra bröstkotan. Den nedersta finns mellan den elfte och tolfte bröstkotan. Ibland saknas den översta eller nedersta muskeln.
Rotatores roterar ryggraden till motsatt sida.